# چه اتفاقی در تو رخ داده است
چه اتفاقی در تو رخ داده است (به انگلیسی:What's Come Inside of You) سومین آلبوم گروه موسیقی  آمریکایی فرسچا(به‌انگلیسی:Freescha) است که در۶ مه ۲۰۰۳میلادی منتشر شد . این آلبوم بر روی مضامین جنسی تمرکز دارد ، اکثر آهنگ های این آلبوم یا مفهوم جنسی دارند یا نمونه های پورنوگرافی در موسیقی  هستند.

## آهنگ های آلبوم
1. "رینکی دینک" - ۲:۱۴
2. "عشق لیزری" - ۵:۳۱
3. "احساس بازگشت" کنید - ۳:۴۱
4. "Watcha میخوای دنبالش بری؟" - ۵:۳۳
5. "من را به طور گسترده درایو کن" - ۴:۱۷
6. "کفش اسمورف" - ۵:۳۹
7. "کودک ساز" - ۲:۵۶
8. "عملکرد عاشق" - ۴:۲۳
9. "خیلی نزدیک به گریه" - ۱:۲۸
10. "Rap Beat On" - ۴:۲۹
11. "خورشید هنوز است" - ۲:۱۷
12. "خوب بیا" - ۴:۱۳
13. "رادیو قلب" - ۳:۳۵
14. "ستاره سیاه" - ۴:۰۷